# 特羅斯 (神話學)
特罗斯（古希臘語：Τρώς）是希腊神话中的一個人物，埃里克托尼奧斯之子，是特洛伊王國的创始人。他在位時期，他所統治的地方被叫做特洛伊，其治理下的人民也被叫做特洛伊人。